# Salacia lucida
Salacia lucida är en benvedsväxtart som beskrevs av Oliver. Salacia lucida ingår i släktet Salacia och familjen Celastraceae. Inga underarter finns listade.